# Дело Whitewater

Репортаж Arkansas Times о скандале «Уайтуотер»

Дело Whitewater, также известное как «Уайтуотергейт» (англ. Whitewater controversy) — американский политический скандал 1990-х годов: 42-го президента США Билла Клинтона и его жену Хиллари Клинтон подозревали в участии в махинациях с инвестициями и налогами, конфликтах интересов и попытках скрыть нарушение закона. Эти обвинения были связаны с личностью Джима Макдугала и его супруги Сьюзан Макдугал, старых друзей и финансовых партнёров Клинтонов.
В 1978 году, незадолго до избрания Билла Клинтона губернатором штата Арканзас, Клинтоны и Макдугалы совместно вложили деньги в компанию Whitewater Development Corporation — эта компания приобрела земли вдоль реки Уайт-Ривер недалеко от города Флиппин для застройки загородными домами. Проект оказался финансово неудачным, и Клинтоны понесли убытки. В 1980-х годах внимание федеральных властей привлёк другой строительный проект Макдугала — Castle Grande: Макдугал финансировал строительство Castle Grande за счет средств, почерпнутых из его же банка Madison Guaranty Savings & Loan. Расследование этой схемы привело к отставке Макдугала и банкротству банка в 1989 году. В 1993 году, когда Клинтон был избран уже президентом США, покончил с собой приближённый к нему юрист Винс Фостер — эта смерть и возникший в связи с ней интерес к связям Клинтонов и Макдугалов стали поводом к новому, более масштабному и скандальному расследованию на федеральном уровне. Оно тянулось на протяжении всех 1990-х годов и обоих президентских сроков Билла Клинтона. В 2000 году отчёт специального прокурора Роберта Рэя подвёл итоги расследования: подозрения с Билла и Хиллари Клинтон были сняты за недостаточностью улик.

## История

### Создание и крах Whitewater Development Corporation
Билл Клинтон познакомился с Джимом Макдугалом в 1974 году, когда последний работал в кампании по переизбранию сенатора Джеймса Уильяма Фулбрайта. Позднее они начали совместно инвестировать в недвижимость.
Весной 1978 года Макдугал предложил Клинтонам присоединиться к нему и его жене Сьюзан в покупке 230 акров (93 га) незастроенной земли на южном берегу Уайт-Ривер, недалеко от Флиппина, штат Арканзас, в горах Озарк. Десятки гектаров планировалось разделить на маленькие участки для загородных домов. Потенциальными покупателями должны были стать жители Чикаго и Детройта, заинтересованные в низких налогах на недвижимость, рыбалке, рафтинге и горных пейзажах. План заключался в том, чтобы выгодно перепродать участки через несколько лет.
Клинтон и Макдугл заняли в банке 203 000 долларов, чтобы купить землю, и впоследствии передали право собственности на недавно созданную корпорацию Whitewater Development Corporation, в которой все четыре участника имели равные доли. Сьюзан Макдугал выбрала название Whitewater Estates. Рекламный слоган звучал так: «Проведите здесь всего один уик-энд, и вам больше никогда не захочется жить где-либо еще». Компания была зарегистрирована 18 июня 1979 года.
К концу 1979 года, когда участки в Уайтуотере были выставлены на продажу, банковские процентные ставки выросли почти до 20%. Потенциальные покупатели больше не могли позволить себе покупать дома для отдыха. Вместо того, чтобы нести убытки от этого предприятия, все четверо решили построить демонстрационный дом и дождаться улучшения экономических условий.
После покупки земли Джим Макдугал попросил у Клинтонов дополнительные средства для выплаты процентов по кредиту и других расходов; позже Клинтоны утверждали, что не знали о том, как были использованы эти деньги. Клинтоны потеряли от 37 000 до 69 000 долларов на своих инвестициях в Whitewater. Это было меньше, чем потеряли Макдугалы. Причины неравного вклада Клинтонов и Макдугалов в проект неизвестны, но критики президента ссылались на это расхождение как на свидетельство того, что тогдашний губернатор Клинтон должен был внести свой вклад в проект другими способами.
Билл и Хиллари Клинтон так никогда и не посетили участок Уайтуотера. В мае 1985 года Джим МакДугал продал оставшиеся участки неудачной корпорации местному риэлтору Крису Уэйду. К 1993 году было несколько заселенных домов, но большинство участков все еще продавались. Один из владельцев, уставший от многочисленных репортеров, посетивших место, повесил табличку: «Идите домой, идиоты». К 2007 году в поселении было около 12 домов, последний участок был выставлен на продажу сыном Криса Уэйда-младшего за 25 000 долларов. В Флиппине, Арканзас, сберегательный банк Джима МакДугала был заменен различными мелкими предприятиями, в частности парикмахерской.

### Castle Grande и крах Madison Guaranty
Когда Билл Клинтон не смог победить на переизбрании в 1980 году, Джим Макдугал потерял работу помощника губернатора по экономическим вопросам и решил заняться банковским делом. Он приобрел Bank of Kingston в 1980 году и Woodruff Savings & Loan в 1982 году, переименовав их в Madison Bank & Trust и Madison Guaranty Savings & Loan соответственно.
Весной 1985 года Макдугал провел сбор средств в офисе Madison Guaranty в Литл-Роке, чтобы погасить долг Клинтона за губернаторскую кампанию 1984 года в размере 50 000 долларов. Макдугал собрал 35 000 долларов; из них 12 000 долларов были переведены на кассовые чеки Madison Guaranty.
В 1985 году Джим Макдугал вложил деньги в местный строительный проект под названием Castle Grande. 1000 акров (400 га) земли, расположенной к югу от Литл-Рока, были оценены примерно в 1,75 миллиона долларов. Сумма была больше, чем Макдугал мог себе позволить. Согласно действующему законодательству, Макдугал мог взять взаймы только 600 000 долларов из средств своего собственного сберегательного банка Madison Guaranty. Поэтому Макдугал привлек других инвесторов для сбора дополнительных средств. Среди них оказался Сет Уорд, сотрудник Madison Guaranty, который помог собрать дополнительные 1,15 миллиона долларов. Чтобы избежать возможных расследований, деньги переводились между несколькими другими инвесторами и посредниками. Хиллари Клинтон, в то время сотрудник юридической фирмы Rose, оказывала юридические услуги Castle Grande.
В 1986 году Федеральная корпорация по страхованию вкладов (FDIC) выяснила, что все средства на строительство недвижимости были получены от Madison Guaranty. Castle Grande было признано фиктивным предприятием. В июле того же года Макдугал ушел в отставку с поста руководителя Madison Guaranty. Уорд попал под следствие вместе с адвокатом, который помогал ему составлять соглашение. Castle Grande заработало 2 миллиона долларов в виде комиссионных и гонораров для деловых партнеров Макдугала, а также неизвестную сумму в виде судебных издержек для юридической фирмы Rose, но в 1989 году предприятие обанкротилась, что обошлось правительству США в 4 миллиона долларов. Это, в свою очередь, спровоцировало крах Madison Guaranty в 1989 году, который затем пришлось взять на себя федеральным регулирующим органам. Банкротство Madison Guaranty, произошедшее в разгар общенационального кризиса сбережений и займов, обошлось Соединенным Штатам в 73 миллиона долларов.

### Смерть Винса Фостера и начало расследования
В июле 1993 года, через полгода после избрания Билла Клинтона на пост президента США, покончил с собой Винс Фостер, заместитель юрисконсульта Белого дома, друг детства и старый соратник Клинтона. Через несколько часов после смерти Фостера его начальник, главный юрисконсульт Белого дома Бернард Нуссбаум забрал из кабинета Фостера документы, некоторые из которых касались Whitewater Development Corporation. Он передал их Мэгги Уильямс, руководителю аппарата Хиллари Клинтон. По данным New York Times, Уильямс поместила документы в сейф в резиденции Клинтонов на третьем этаже Белого дома на пять дней, прежде чем передать их семейному адвокату Клинтонов.
Юрисконсульт Белого дома Бернард Нуссбаум был обвинен в препятствовании расследованию Министерства юстиции и Службы национальных парков по делу о смерти Винса Фостера, отказавшись передать документы, найденные в портфеле Фостера.
25 февраля 1994 года помощники Клинтона Джордж Стефанопулос и Гарольд М. Айкс попытались вмешаться в расследование по делу Madison Guaranty. Они провели телефонный разговор с заместителем министра финансов США Роджером Алтманом, во время которого выразили недовольство назначением Джея Стивенса, возглавлявшего расследование, и даже спросили, можно ли его отстранить.
В апреле 1994 года, после отставки Вебстера Хаббелла с поста помощника генерального прокурора и предъявления ему обвинений в мошенничестве, появилась вероятность, что он может начать давать показания в рамках расследования Кена Старра. Чтобы избежать сотрудничества Хаббелла со следствием глава аппарата Белого дома Мак Макларти, помощник президента Брюс Линдси и друг Клинтона Вернон Джордан организовали для него несколько оплачиваемых консультационных контрактов. Это было сделано с одобрения первой леди и президента Клинтона. В отчете Старра отмечалось, что "работа и деньги, выплаченные господину Хаббеллу друзьями и спонсорами президента, вызвали серьезные вопросы о том, не были ли эти выплаты предназначены для влияния на показания господина Хаббелла по делам, связанным с Madison".

## Расследование и итоги
В марте 1992 года, в разгар президентской гонки, в The New York Times вышла статья, в которой сообщалось, что Клинтоны, тогда губернатор и первая леди Арканзаса, инвестировали и потеряли деньги в Whitewater Development Corporation. Публикация вызвала интерес следователя Корпорации по доверительному управлению Л. Джин Льюис, которая расследовала банкротство Madison Guaranty Savings and Loan, также принадлежащего Джиму и Сьюзан Макдугал.
Льюис искала связи между сберегательным банком и Клинтонами. 2 сентября 1992 года она обратилась в ФБР с рекомендацию возбудить уголовное дело, в рамках которого Билл и Хиллари Клинтон проходили бы свидетелями по делу Madison Guaranty. Прокурор Литл-Рока Чарльз А. Бэнкс и ФБР пришли к выводу, что обращение не имеет оснований, но Льюис продолжала добиваться расследования. С 1992 по 1994 год Льюис выдвигала несколько дополнительных обвинений против Клинтонов и неоднократно обращалась в прокуратуру Литл-Рока и Министерство юстиции по этому делу. Её обращения в итоге стали общеизвестными, и она дала показания перед Сенатской комиссией по Уайтуотеру в 1995 году.
Дело рассматривалось независимым прокурором Кеннетом Старром. Последнее расследование провел независимый прокурор Роберт Рэй (который сменил Старра) в 2000 году.
Дэвид Хейл, источник уголовных обвинений против Клинтонов, утверждал в ноябре 1993 года, что Билл Клинтон давил на него, чтобы он предоставил незаконный кредит в 300 000 долларов Сьюзан Макдугал, партнеру Клинтонов по сделке с Уайтуотером. Эти обвинения считались сомнительными, поскольку Хейл не упоминал Клинтона в связи с этим кредитом во время первоначального расследования ФБР Madison Guaranty в 1989 году; только после своего обвинения в 1993 году Хейл выдвинул обвинения против Клинтонов. Расследование Комиссии по ценным бумагам и биржам США привело к осуждению Макдугалов за их роль в проекте Уайтуотер. Преемник Билла Клинтона на посту губернатора, Джим Гай Такер, был признан виновным в мошенничестве и приговорен к четырем годам испытательного срока за свою роль в этом деле. Сьюзан Макдугал провела в тюрьме 18 месяцев за отказ отвечать на вопросы суда, касающиеся Уайтуотера. 

## Терминология
Термин «Уайтуотер» иногда используется для обозначения других скандалов администрации Билла Клинтона, таких как Тревелгейт, Файлгейт и обстоятельств, связанных со смертью Винса Фостера, которые также расследовались независимым прокурором по «Уайтуотеру». Но само понятие относится только к делам, связанным с корпорацией по развитию реки Уайт и последующими событиями.

## Отчет Рэя и последствия
Преемник Кеннета Старра Роберт Рэй в сентябре 2000 года опубликовал отчет, указав, что улик недостаточно, чтобы доказать участие президента или миссис Клинтон в преступной деятельности. Несмотря на это, Рэй критиковал Белый дом за затягивание процесса предоставления доказательств и беспочвенные судебные тяжбы, которые серьезно затормозили ход расследования, общая стоимость которого составила около 60 миллионов долларов. Отчет Рэя фактически завершил расследование «Уайтуотера».
Джим Макдугал был в 1997 году приговорён судом к трём годам лишения свободы за свои махинации с проектом Castle Grande и в марте 1998 года умер в тюрьме от сердечного приступа. Сьюзан Макдугал была помилована президентом Клинтоном перед его уходом с поста. Размер, стоимость и результаты расследования «Уайтуотера» повернули общественность против офиса независимого прокурора. Закон о независимом прокуроре истек в 1999 году.

## В культуре
Дело «Уайтуотер» стало частью сюжета третьего сезона телесериала «Американская история преступлений», который вышел на экраны в 2021 году.